# 林重謨
林重謨（1947年4月2日—），民主進步黨籍，曾任中華民國立法委員。彰化縣芳苑鄉人。由於部分爭議性言論，使其與侯水盛、蔡啟芳合稱為民進黨立法院三寶。

## 經歷
- 林重謨在彰化縣員林中學畢業後，就讀中原大學工業工程學系畢業；畢業之後從事民主運動與社會運動，曾經擔任鄭南榕《自由時代》系列雜誌的發行人，以及北區政治受難基金會會長；之後，林重謨曾經擔任時任立法委員陳水扁服務處主任，並且參選1994年的台北市議員，但未當選。
- 1996年，林重謨以高票當選台北市國大代表。1998年，當選第四屆立法委員。並且於2001年及2004年，成功連任立委。
- 林重謨也曾經擔任民進黨立法院黨團執行書記長、副幹事長與環境政策小組召集人。
- 林重謨的發言一向是具有草根性與強烈的批判語言，他曾經在立法院會場批評：陳文茜身為立委卻在媒體批評時政，就像「菜店查某」、「妓女」在批評色情業一樣。他並要求陳文茜退出媒體，而引發正反兩面的不同評價。2005年12月15日，他諷刺副總統呂秀蓮「愛呷假細意」（貪吃卻假裝矜持）、想在2008年成為總統，要求呂秀蓮「麥假仙」（別再假惺惺），並批評呂秀蓮「趁民進黨低迷挫敗而圖謀總統大位，是不道德」[1]。
- 也由於林重謨的發言屢屢引發爭議，使林重謨與同黨立委蔡啟芳、侯水盛被稱為「立院三寶」。在2004年成立的「三寶學堂」中，林重謨擔任「三寶學堂」的「校長」一職。
- 林重謨與他所給人的草根印象不同的是，他的國際標準舞舞藝相當精湛。
- 2008年返鄉參選彰化縣第三選舉區立委，結果僅獲三成的票數，雖勝過尋求連任的無黨籍楊宗哲，卻敗給了前彰化縣議員鄭汝芬，連任失利後漸淡出政壇。

## 電視劇
- 2002年 台灣奇案《灶神拜祖師》飾演 灶神